# Воронинская (Кичменгско-Городецкий район)
Воронинская — деревня в Кичменгско-Городецком районе Вологодской области.
Входит в состав Городецкого сельского поселения (с 1 января 2006 года по 1 апреля 2013 года входила в Сараевское сельское поселение), с точки зрения административно-территориального деления — в Сараевский сельсовет.
Расстояние до районного центра Кичменгского Городка по автодороге составляет 38 км. Ближайшие населённые пункты — Прилук, Наволок, Россоулинская.
Население по данным переписи 2002 года — 28 человек (14 мужчин, 14 женщин). Всё население — русские.